# Roberto Smith Perera
Roberto Enrique Smith Perera (Barquisimeto, Venezuela, 1 de mayo de 1958) es un empresario venezolano. Fue Ministro de Transporte y Comunicaciones de Venezuela de 1990 a 1992 y embajador de Venezuela ante la Unión Europea de 1992 a 1996.

## Primeros años y actividad educativa
Graduado en Matemáticas en la Universidad Simón Bolívar en 1981, obtuvo la maestría y el doctorado en Políticas Públicas de la Universidad de Harvard de Estados Unidos en 1985 y 1987, respectivamente. Como académico, fue docente e investigador de la Escuela Harvard Kennedy de la Universidad de Harvard, del Centro de Estudios del Desarrollo (CENDES) de la Universidad Central de Venezuela y de la Universidad de Boston en Bruselas.
Recibió premios académicos de la Universidad de Harvard y del Consejo Nacional de Investigaciones Científicas y Tecnológicas (CONICIT). Ha sido miembro de la directiva de la Fundación Universidad Metropolitana, del Instituto de Ingeniería y del Consejo Superior de la Universidad Simón Bolívar. Promovió la creación de núcleo de la USB en el estado Vargas. Ha dictado conferencias en varios países y tiene más de 30 estudios y publicaciones en desarrollo, economía, política pública, energía y relaciones internacionales. Fue presidente del Centro de Estudiantes y delegado estudiantil ante el Consejo Directivo y el Consejo Superior de la Universidad Simón Bolívar.

## Actividad pública
Ingresó en el gabinete de gobierno (como político independiente) del entonces presidente de Venezuela Carlos Andrés Pérez, como coordinador del VIII Plan de la Nación (1989-1990), como Ministro de Transporte y Comunicaciones (1990-1992) y después como Embajador de Venezuela ante la Unión Europea (1992-1995). 
Sus contribuciones incluyen la creación del Fondo de Transporte Urbano (FONTUR); la construcción de la línea 4 del Metro de Caracas; la modernización de CANTV y la apertura de las telecomunicaciones; la fundación del Consejo Nacional de Telecomunicaciones (CONATEL); la construcción de dos aeropuertos internacionales, la promoción de la competencia en la aviación comercial y la política de cielos abiertos andinos; la puesta en marcha del Plan Nacional de Autopistas, Mantenimiento Vial y Vialidad Agrícola, el Plan Ferrocarrilero Nacional, el Servicio Autónomo de Vialidad Rural y el Laboratorio Nacional del Vialidad; la obtención de preferencias arancelarias de la Unión Europea y la apertura del mercado a la Orimulsión; más de $50 millones en asistencia de la Unión Europea;. Fue Presidente del Consejo Venezolano del Transporte, y responsable de las empresas Metro de Caracas, CANTV, VIASA, Aeropostal, INP, IPOSTEL, INC, CAVN y el Instituto de Ferrocarriles del Estado. Fue director del FIV y de EDELCA.
Como emprendedor, es promotor de la Fundación para el Rescate del Casco Colonial de La Guaira. Fue fundador y presidente de Digitel (1997-2003), fundador y director de Digicel en Centroamérica, y de microjuris.com en varios países de Latinoamérica. Fue presidente de Impsat Telecomunicaciones y del Sistema Satelital Andino Simón Bolívar (1995-1996). Fue consultor gerencial con McKinsey & Co. en estrategia y organización en 1987-1989.
Como hombre público, ha recibido condecoraciones en Venezuela, Perú, Colombia, Holanda y Bélgica. Fue nombrado Joven de Oro del Año 1990, Personalidad de Carga 1991 y recibió la Orden al Mérito al Radiodifusor 1992. Publicó su libro “Venezuela, Visión o Caos” en 1995. Fue coordinador del "Seminario Venezuela" en Harvard y fundador de la Red de Estudios Estratégicos y Políticas Públicas.
Desde el 2004 ha dedicado su vocación de servidor público a través del movimiento Venezuela de Primera. Ha sido candidato a la gobernación del estado Vargas. Fundó en 2007 el partido Venezuela de Primera, posteriormente fusiona su partido con Voluntad Popular de Leopoldo López. En 2017 se retira de la actividad partidista.